# Port lotniczy Barat
Port lotniczy Barat – krajowy port lotniczy położony w mieście Barat, w Jemenie.